# Europaparlamentsvalet i Österrike 2004
Europaparlamentsvalet i Österrike 2004 ägde rum söndagen den 13 juni 2004. Drygt sex miljoner personer var röstberättigade i valet om de 18 mandat som Österrike hade tilldelats innan valet. I valet tillämpade landet ett valsystem med partilistor, d’Hondts metod och en spärr på 4 procent för småpartier. Österrike var inte uppdelat i några valkretsar, utan fungerade som en enda valkrets i valet.
Valets stora skräll stod Hans-Peter Martins lista för. Partiet hade profilerat sig framför allt mot korruption och byråkrati. Det gav partiet nästan 14 procent av rösterna och två mandat. Valets två största partier blev nästan lika stora. Socialdemokraterna erhöll ungefär en tredjedel av rösterna och kunde därmed säkra sju mandat, samma antal som i valet 1999. Kristdemokratiska Österrikiska folkpartiet hamnade strax därefter med 32,70 procent av rösterna och sex mandat, ett mandat mindre än i föregående val. Även De gröna ökade signifikant, men det var inte tillräckligt för att ge utslag i mandatfördelningen. Valets förlorare var högerextrema Frihetspartiet (FPÖ) som tappade mer än 17 procentenheter av sitt väljarstöd och fyra av sina fem mandat. Därmed minskade FPÖ markant i väljarstöd för andra Europaparlamentsvalet i rad. Inget annat parti lyckades passera fyraprocentsspärren och erhålla mandat. Totalt minskade antalet mandat för Österrike med tre jämfört med valet 1999.
Valdeltagandet minskade markant med nästan sju procentenheter. Därmed uppgick det till 42,43 procent av de röstberättigade. Det var det dittills lägsta valdeltagandet i ett österrikiskt Europaparlamentsval. Valdeltagandet låg under genomsnittet för hela unionen och var lågt i jämförelse med valdeltagandet vid val till Österrikes parlament.

## Valresultat
| |          |  |           |        |
| | Andel    |  | Antal     | Mandat |
| Socialdemokraterna                                                                                   | 33,33 %  |  | 833 517   | 7      |
| Socialdemokraterna                                                                                   | +1,62 %  |  | –54 821   | ±0     |
| Österrikiska folkpartiet                                                                             | 32,70 %  |  | 817 716   | 6      |
| Österrikiska folkpartiet                                                                             | +2,03 %  |  | –41 459   | –1     |
| Hans-Peter Martins lista                                                                             | 13,98 %  |  | 349 696   | 2      |
| Hans-Peter Martins lista                                                                             | +13,98 % |  | +349 696  | +2     |
| De gröna                                                                                             | 12,89 %  |  | 322 429   | 2      |
| De gröna                                                                                             | +3,60 %  |  | +62 156   | ±0     |
| Frihetspartiet                                                                                       | 6,31 %   |  | 157 722   | 1      |
| Frihetspartiet                                                                                       | –17,09 % |  | –497 797  | –4     |
| Övriga partier och kandidater                                                                        | 0,78 %   |  | 19 530    | 0      |
| Övriga partier och kandidater                                                                        | –4,15 %  |  | –118 518  | ±0     |
| Ogiltiga och blanka röster                                                                           | 2,57 %   |  | 66 029    | 0      |
| Ogiltiga och blanka röster                                                                           | –0,45 %  |  | –21 351   | ±0     |
| Valdeltagande                                                                                        | 42,43 %  |  | 2 566 639 | 18     |
| Valdeltagande                                                                                        | –6,97 %  |  | –322 094  | –3     |
| Antal röstberättigade 6 049 129 07 EPP-ED 06 PES 00 ALDE 02 G/EFA 00 GUE/NGL 00 IND/DEM 00 UEN 03 NI |          |  |           |        |